# Menagarai
Menagarai est un hameau de la commune d'Ayala dans la province d'Alava dans la communauté autonome du Pays basque (Espagne). Avec la localité de Beotegi, il forme le concejo de Menagarai-Beotegi. Le code de l'organisme singulier de population est de 14 et le code municipal est 010. Il y avait en 2007, 157 habitants.

## Contexte géographique
La localité se trouve dans la vallée d'Ayala-Aiara, à quelque 300 m d'altitude, sur un terrain irrégulier formé par des collines, montagnes, pentes alignées en direction Nord-Sud et qui sont à l'origine de la division des eaux vers deux bassins fluviaux : celle de la rivière Izalde à l'est et celle de l'Ibaizabal à l'ouest. Le terrain formé au début du crétacé et est constitué, en général, par des marnes calcaires avec des emplacements qui alternent avec l'argile.
Les plus grandes hauteurs se trouvent dans la zone nord avec les montagnes Martiniko, Garondo et Mastondo, zones aujourd'hui couvertes par d'abondantes plantations de pins insignis et dans lesquelles jusqu'au début du XXe siècle abondaient les marronniers, chênes, pins sauvages ; végétation naturelle qui a été maintenue jusqu'à aujourd'hui dans des zones réduites. Dans les zones humides, il est possible de trouver des peupliers, frênes et aulnes.

## Limites
D'une surface de 942 hectares, la municipalité est bordée au nord par la commune biscaïenne de Gordexola et d'Okondo, à l'est par Zuaza, du sud par Beotegi. Avec cette dernière, elle forme l'Assemblée Administrative de Menagarai-Beotegi.  À l'ouest, Retes de Llanteno et Costera-Opellora.

## Transports
La localité est traversée à l’ouest par la route A-624, qui la relie aux communes d'Amurrio et de Artziniega.
Des bus la relient à Vitoria-Gasteiz et Bilbao.

## Population
En 1556, Menagarai comptait 60 foyers. Le recensement d'Ayala mené fin 1725 indiquait 43 foyers payant la taxe complète, 6 foyers de locataires qui payaient la moitié de la taxe, un veuf et 7 pauvres sans propriété. En 1802 il y avait 60 foyers fiscaux. En 1861, d’après la liste du clergé, Menagarai comptait 326 habitants et 2 ecclésiastiques pour s'occuper de la paroisse. Au XXe siècle, la population a baissé et compte aujourd’hui quelque 160 habitants.

## Quartiers et fermes
Le quartier le plus peuplé est Mendieta, qui s'articule autour de la A-624.  Les autres quartiers sont La Calzada, Aretxa, Iturribarria, Arana, Mendiko, Txirigoa et Ibaizabal dans les autres pentes proches de cette route. Billarkudi, Aretxabala, Los Riberos et Iza sont les quartiers sur la route de Lanteno. Enfin Jauregi vers la vallée de Zuatza. Récemment de nouvelles constructions, et un nouveau quartier s'est créé dans la colline de San Pedro, à côté de l'église.

## Toponymie
Le nom de Menagarai est cité depuis l'an 1114 dans le nom de famille « de Sancio Ennecoz Menagaray », un des témoins lors de la donation par Diego López de Lejarzo du monastère de Sainte-Cécile et de Saint-Clément d'Obaldia (Madaria) au monastère de San Millán de la Cogolla.
Toutefois, si en 1095 il y avait des églises dans des villes comme Amurrio et Respaldiza (dans l'axe qui fait communiquer la vallée du Nervion avec Artziniega), il est possible de penser que, même sans documents, la même chose a pu exister à Menagarai, depuis les hauteurs, ce qui est aujourd'hui la colline de San Pedro - où se trouve l'église qui surveillait cet axe.
C'est dans cette colline de San Pedro, qu'avaient lieu les assemblées de conseil de fabrique « réunis […] sous le poirier du Monsieur San Pedro », comme il est écrit dans les livres du conseil. C'est là, comme il est décrit dans les livres paroissiaux, que l'on plaçait l'arbre ou « le mai » le jour de la Saint Pierre. 

## Église
Elle a été construite vers 1746 dans le style baroque avancé mais avec déjà un certain style néoclassique.

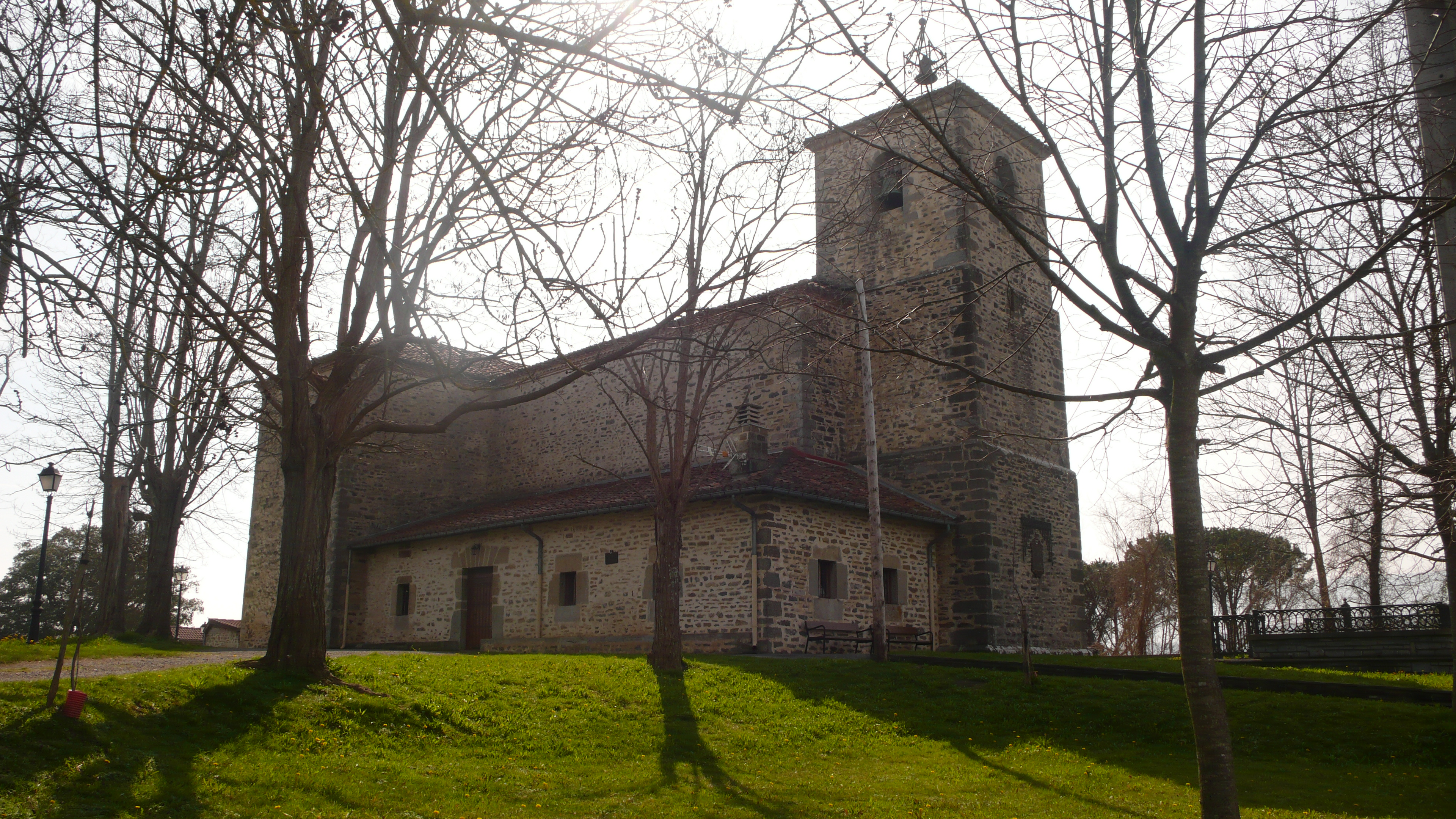
Église de San Pedro à Menagarai

Il s'agit d'une église avec un plan en forme de croix latine avec tête polygonale et court presbytérien couvert par chambre forte de six nervures convergents dans un Fleuron. 
Le retable, œuvre baroque avec des lignes néoclassiques, a été effectué par l'architecte d'Orduña Tomás de la Peña.

## Ermitages
Celle du Christ de Mendieta et celle de San Nicolás de Eza.

## Tours et des maisons solaires
Au XVIIIe siècle il existait la tour d'Aretxabala et dans le quartier d'Arana la tour de Txabarri. Aucune de des deux a resisté au temps.
Menagarai exhibe dans son catalogue de nombreuses maisons solaires dont les remarquables palais de Mendieta, celui disparu de Larrinaga ou de celui de LLaguno. Le palais d'Aretxa dans le quartier du même nom, celui de Billatxika, celui d'Iturribarria et celui des Aretxabala dans le quartier du même nom.

## Personnages illustres
- Famille Fernández de Jauregi, marquis du Billard de l'Aigle (XVIIIe siècle)
- Juan Jose Villachica et d'Amírola, Avocat de la Terre d'Ayala (1769)
- Eugenio Llaguno et d'Amírola, Secrétaire de l'Académie royale de l'Histoire et du Conseil de l'État avec Carlos III.
- Andres Antonio Gorbea et de Gancedo. Professeur de l'Université Tolède et Santiago du Chili (XIXe siècle)
- Fco. Acebal et d'Arratia. Sénateur. (XVIIIe siècle)
- Fco. Urquijo d'Irabien Villachica. Député Général d'Alava (XIXe siècle)
- Francisco Urrutia et de Mendieta. Comptable Réel. (XVIIe siècle)
- Mateo de Mendieta. Gentil homme de Chambre. (XVIIe siècle)
- Fco. Antonio Mendieta et d'Aretxa. Constructeur de la maison palais d'Aretxa (XVIIIe siècle)
- Fco. María Mendieta et de Zabalburu. Président de la députation statutaire carlista (1874)
- Lázaro Ganzedo Salmantón, dernier maire démocratique avant la guerre civile et premier de la démocratie.

## Héraldique
De sinople, un arbre d'argent chargé de six poires de sinople, surmonté à gauche par une campana d'argent. Tout cela en référence aux assemblées de conseil qu'effectuaient les habitants sous « le poirier de Monsieur San Pedro » .

## Folklore
- Le dernier dimanche de janvier a lieu la « Rifa de pata »
- en février Santa Ageda.
- des carnavals
- 29 juin : Saint Pierre
- 27 septembre : Saints Cosme et Damien
- 6 décembre : Saint Nicolas